# Таврійська губернська вчена архівна комісія
Таврі́йська уче́на архі́вна комі́сія створена 24 січня 1887 в Сімферополі для збирання і зберігання документальних матеріалів і охорони пам'яток старовини.
Згідно збережених «Алфавітних списків» загальна чисельність членів Комісії в середньому становила 300 осіб. Серед них були найповажніші та найосвіченіші люди того часу — науковці, викладачі навчальних закладів, представники місцевої адміністрації, дворянства та духовенства тощо.
Провадила археологічні розкопи на території Криму і Причорномор'я, видавала «Известия Таврической ученой архивной комиссии» (57 тт.), мала музей. Члени Комісії переглядала справи і документи в губернських і повітових архівах, в різних відомствах, які призначалися для знищення, і відбирала найцінніші з них.
У 1894—1902 Таврійська вчена архівна комісія видала три випуски капітальної бібліографії про Крим і Таврійську губернію під загальною назвою «Taurica», укладачем якого був кримський історик і археолог, активний діяч Таврійської вченої архівної комісії А. Маркевич. У ньому зареєстровано 11 тисяч назв і це був найзначніший краєзнавчий бібліографічний покажчик з усіх випущених на цей час в Україні.
Комісія активно проводила діяльність по збереженню історичних пам'яток. У 1899 відновлено первинний вигляд давньої мечеті в маєтку князя Долгорукого в Ескі-Сарай. У 1903 було реставровано старовинну грецьку церкву Іоанна Богослова та мечеть Узбека в м. Старий Крим, а в 1907—1908 Комісія взяла участь у реставрації давнього вірменського храму Св. Урпата в Топловському жіночому монастирі. Також, у 1909 реставровано мусульманську мечеть у с. Карагоз Феодосійського повіту та в 1911 стародавню грецьку церкву у Феодосійському повіті. Комісія контролювала ремонт Петропавловської церкви в м. Балаклава в 1913 та ін.
З 1920 діяльність Комісії (з 1923 п. н. Таврійське Товариство історії, археології та етнографії) занепала, а 1929 зовсім припинилася.